# 129453 Madeleinenettie
129453 Madeleinenettie este o planetă minoră (asteroid) din centura de asteroizi. A fost descoperită pe 6 octombrie 1991 la Observatorul Palomar de Andrew Lowe⁠(d). 
Obiectul prezintă o orbită caracterizată de o semiaxă mare de 2,6286733567525 UAi, o excentricitate de 0,10873715327861, o înclinație de 14,152415371242 ° în raport cu ecliptica.